# Manayunkia brasiliensis
Manayunkia brasiliensis är en ringmaskart som beskrevs av Banse 1956. Manayunkia brasiliensis ingår i släktet Manayunkia och familjen Sabellidae. Inga underarter finns listade i Catalogue of Life.